# Google Cloud Platform
Google Cloud Platform (GCP), được cung cấp bởi Google, là một bộ dịch vụ điện toán đám mây chạy trên cùng một cơ sở hạ tầng mà Google sử dụng nội bộ cho các sản phẩm của người dùng cuối, như Google Search và YouTube. Bên cạnh một bộ công cụ quản lý, nó cung cấp một loạt các dịch vụ đám mây mô-đun bao gồm điện toán, lưu trữ dữ liệu, phân tích dữ liệu và học máy. Đăng ký yêu cầu một thẻ tín dụng hoặc chi tiết tài khoản ngân hàng.
Google Cloud Platform cung cấp Cơ sở hạ tầng dưới dạng dịch vụ, Nền tảng là dịch vụ và môi trường máy tính Serverless.
Vào tháng 4 năm 2008, Google đã công bố App Engine, một nền tảng phát triển và lưu trữ các ứng dụng web trong các trung tâm dữ liệu do Google quản lý, là dịch vụ điện toán đám mây đầu tiên của công ty. Dịch vụ này thường có sẵn vào tháng 11 năm 2011. Kể từ khi công bố App Engine, Google đã thêm nhiều dịch vụ đám mây vào nền tảng.
Google Cloud Platform là một phần  của Google Cloud, bao gồm cơ sở hạ tầng đám mây công cộng Google Cloud Platform, cũng như G Suite, phiên bản doanh nghiệp của Android và Chrome OS và giao diện lập trình ứng dụng (API) để học máy và lập bản đồ doanh nghiệp dịch vụ.

## Các sản phẩm

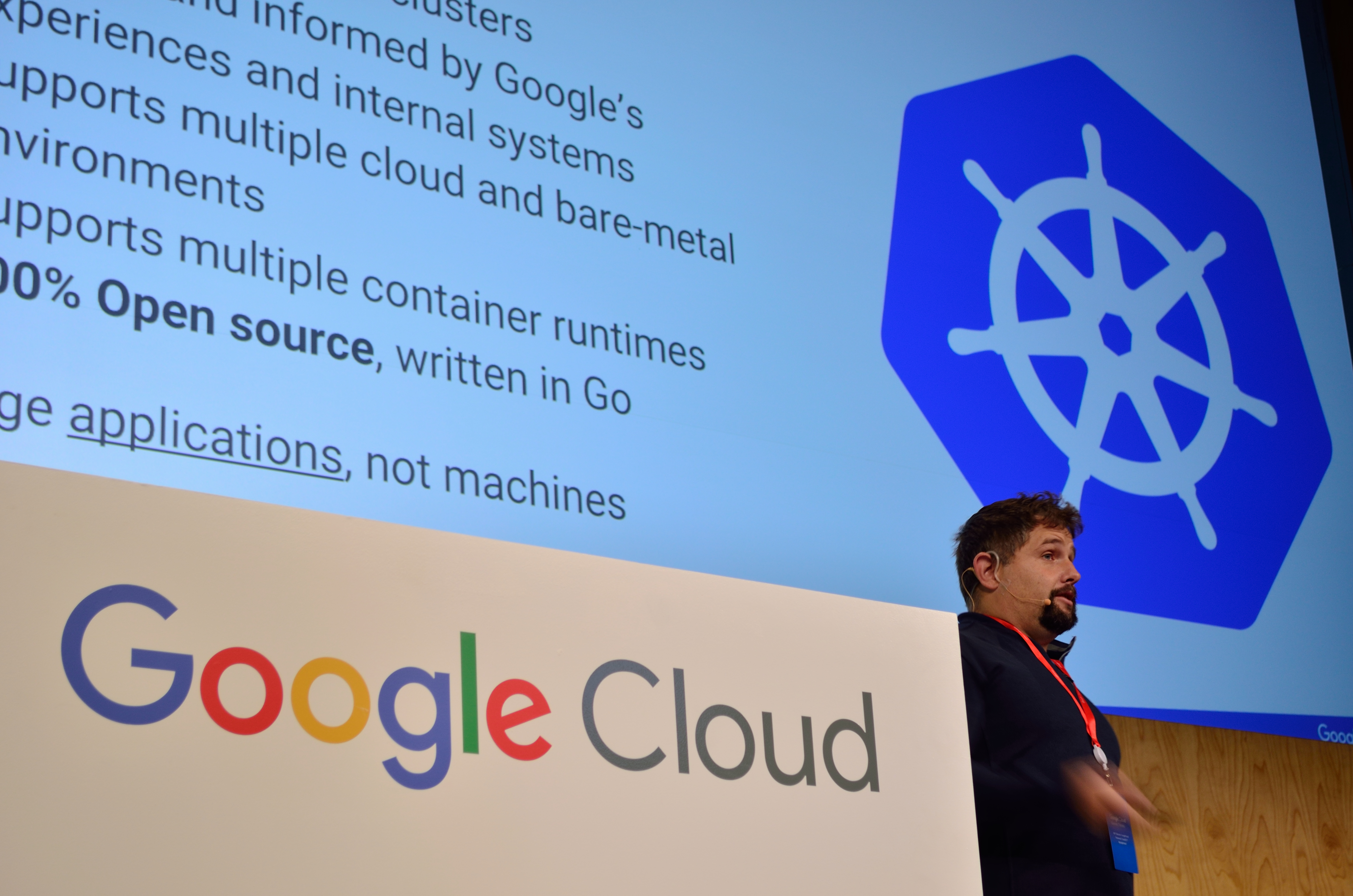
Thuyết trình hội thảo trên Google Container Engine / Kubernetes

Google liệt kê hơn 90 sản phẩm dưới thương hiệu Google Cloud. Một số dịch vụ chính được liệt kê dưới đây.

### Tính toán
- App Engine - Nền tảng là một Dịch vụ để triển khai Java, PHP, Node.js, Python, C #, . Các ứng dụng Net, Ruby và Go.
- Compute Engine - Cơ sở hạ tầng như một Dịch vụ để chạy các máy ảo Microsoft Windows và Linux.
- Kubernetes Engine - Container như một dịch vụ dựa trên Kubernetes.
- Cloud Functions - Chức năng như một Dịch vụ để chạy mã theo sự kiện được viết bằng Node.js hoặc Python.

### Lưu trữ và cơ sở dữ liệu
- Cloud Storage - Lưu trữ đối tượng với bộ nhớ đệm cạnh tích hợp để lưu trữ dữ liệu phi cấu trúc.
- Cloud SQL - Cơ sở dữ liệu dưới dạng Dịch vụ dựa trên MySQL và PostgreSQL.
- Cloud BigTable -   Quản lý dịch vụ cơ sở dữ liệu NoQuery.
- Cloud Spanner - Dịch vụ cơ sở dữ liệu quan hệ có thể mở rộng theo chiều ngang, phù hợp mạnh mẽ.
- Cloud Datastore - Cơ sở dữ liệu NoQuery cho các ứng dụng web và di động.
- Persistent Disk -   Khối lưu trữ cho máy ảo Compute Engine.
- Cloud MemoryStore - Lưu trữ dữ liệu trong bộ nhớ được quản lý dựa trên Redis.

### Mạng
- VPC - Đám mây riêng ảo để quản lý mạng được xác định bằng phần mềm của tài nguyên đám mây.
- Cloud Load Balancing - Dịch vụ được quản lý, được xác định bằng phần mềm để cân bằng tải lưu lượng.
- Cloud Armor - Tường lửa ứng dụng web để bảo vệ khối lượng công việc khỏi các cuộc tấn công DDoS.
- Cloud CDN - Mạng phân phối nội dung dựa trên các điểm hiện diện được phân phối toàn cầu của Google. Kể từ tháng 6 năm 2018, dịch vụ này đang trong giai đoạn Beta.
- Cloud Interconnect - Dịch vụ kết nối trung tâm dữ liệu với Google Cloud Platform
- Cloud DNS - Dịch vụ DNS được quản lý, có thẩm quyền chạy trên cùng cơ sở hạ tầng với Google.
- Các tầng dịch vụ mạng - Tùy chọn để chọn lớp mạng Premium so với tiêu chuẩn cho mạng hiệu suất cao hơn.

### Dữ liệu lớn
- BigQuery - Kho dữ liệu doanh nghiệp được quản lý, có thể mở rộng để phân tích.
- Cloud Dataflow - Dịch vụ được quản lý dựa trên Apache Beam để xử lý dữ liệu hàng loạt và luồng.
- Cloud Dataproc - Nền tảng dữ liệu lớn để chạy các công việc Apache Hadoop và Apache Spark.
- Cloud Composer - Dịch vụ điều phối quy trình công việc được quản lý được xây dựng trên Apache Airflow.
- Cloud Datalab - Công cụ để khám phá dữ liệu, phân tích, trực quan hóa và học máy. Đây là một dịch vụ Jupyter Notebook được quản lý hoàn toàn.
- Cloud Dataprep - Dịch vụ dữ liệu dựa trên Trifacta để khám phá trực quan, dọn dẹp và chuẩn bị dữ liệu để phân tích.
- Cloud Pub / Sub - Dịch vụ nhập sự kiện có thể mở rộng dựa trên hàng đợi tin nhắn.
- Cloud Data Studio - Công cụ kinh doanh thông minh để trực quan hóa dữ liệu thông qua bảng điều khiển và báo cáo.

### AI trên đám mây
- Cloud AutoML - Dịch vụ đào tạo và triển khai các mô hình học máy tùy chỉnh. Kể từ tháng 9 năm 2018, dịch vụ này đang trong giai đoạn Beta.
- Cloud TPU - Máy gia tốc được Google sử dụng để đào tạo các mô hình học máy.
- Cloud Machine Learning Engine - Dịch vụ được quản lý để đào tạo và xây dựng các mô hình học máy dựa trên các khung chính.
- Cloud Job Discovery - Dịch vụ dựa trên khả năng tìm kiếm và học máy của Google để tuyển dụng hệ sinh thái.
- Dialogflow Enterprise - Môi trường phát triển dựa trên học máy của Google để xây dựng giao diện đàm thoại.
- Cloud Natural Language - Dịch vụ phân tích văn bản dựa trên các mô hình Google Deep Learning.
- Cloud Speech-to-Text - Dịch vụ chuyển đổi giọng nói thành văn bản dựa trên học máy.
- Cloud Text-to-Speech - Dịch vụ chuyển đổi văn bản thành giọng nói dựa trên học máy.
- Cloud Translation API - Dịch vụ dịch động giữa hàng ngàn cặp ngôn ngữ khả dụng
- Cloud Vision API - Dịch vụ phân tích hình ảnh dựa trên học máy
- Cloud Video Intelligence - Dịch vụ phân tích video dựa trên học máy

### Công cụ quản lý
- Stackdriver - Theo dõi, ghi nhật ký và chẩn đoán cho các ứng dụng trên Google Cloud Platform và AWS.
- Cloud Deployment Manager - Công cụ để triển khai các tài nguyên Google Cloud Platform được xác định trong các mẫu được tạo trong YAML, Python hoặc Jinja2.
- Cloud Console - Giao diện web để quản lý tài nguyên Google Cloud Platform.
- Cloud Shell - Truy cập dòng lệnh shell dựa trên trình duyệt để quản lý tài nguyên Google Cloud Platform.
- Cloud Console Mobile App - Ứng dụng Android và iOS để quản lý tài nguyên Google Cloud Platform.
- Cloud API - API để truy cập theo cách lập trình tài nguyên Google Cloud Platform

### Định danh & Bảo mật
- Cloud Identity - sign-on đơn dịch vụ (SSO) dựa trên SAML 2.0 và OpenID.
- Cloud IAM - Dịch vụ nhận dạng &amp; quản lý truy cập (IAM) để xác định các chính sách dựa trên kiểm soát truy cập dựa trên vai trò.
- Cloud Identity-Aware Proxy - Dịch vụ để kiểm soát quyền truy cập vào các ứng dụng đám mây chạy trên Google Cloud Platform mà không cần sử dụng VPN.
- Cloud Data Loss Prevention API - Dịch vụ tự động khám phá, phân loại và sắp xếp lại dữ liệu nhạy cảm.
- Thực thi khóa bảo mật - Dịch vụ xác minh hai bước dựa trên khóa bảo mật.
- Dịch vụ quản lý khóa trên đám mây - Dịch vụ quản lý khóa được lưu trữ trên đám mây được tích hợp với IAM và ghi nhật ký kiểm toán.
- Trình quản lý tài nguyên đám mây - Dịch vụ để quản lý tài nguyên theo dự án, thư mục và tổ chức dựa trên cấu trúc phân cấp.
- Trung tâm chỉ huy bảo mật đám mây - Nền tảng rủi ro bảo mật và dữ liệu cho dữ liệu và dịch vụ đang chạy trong Google Cloud Platform.
- Cloud Security Scanner - Dịch vụ quét lỗ hổng tự động cho các ứng dụng được triển khai trong Máy ứng dụng.
- Truy cập tính minh bạch - Nhật ký kiểm toán gần thời gian thực cung cấp khả năng hiển thị cho quản trị viên Google Cloud Platform.

### IoT
- Cloud IoT Core - Dịch vụ quản lý và kết nối thiết bị an toàn cho Internet vạn vật.
- Edge TPU - ASIC được xây dựng có mục đích được thiết kế để chạy suy luận ở cạnh. Kể từ tháng 9 năm 2018, sản phẩm này đang trong giai đoạn thử nghiệm riêng tư.
- Cloud IoT Edge - Đưa AI đến lớp tính toán cạnh.

### Nền tảng API
- Nền tảng Bản đồ - API cho bản đồ, tuyến đường và địa điểm dựa trên Google Maps.
- Nền tảng API Apigee - Nền tảng quản lý vòng đời để thiết kế, bảo mật, triển khai, giám sát và mở rộng API.
- API Monetization - Giải pháp cho các nhà cung cấp API để tạo mô hình doanh thu, báo cáo, cổng thanh toán và tích hợp cổng nhà phát triển.
- Cổng thông tin dành cho nhà phát triển - Nền tảng tự phục vụ để các nhà phát triển xuất bản và quản lý API.
- API Analytics - Dịch vụ để phân tích các chương trình dựa trên API thông qua giám sát, đo lường và quản lý API.
- Apigee Sense - Cho phép bảo mật API bằng cách xác định và cảnh báo cho quản trị viên về các hành vi API đáng ngờ.
- Cloud Endpoints - Proxy dựa trên NGINX để triển khai và quản lý API.

## Vùng & khu vực
Google Cloud Platform có sẵn ở 17 khu vực và 52 khu vực. Vùng là một vị trí địa lý cụ thể nơi người dùng có thể triển khai tài nguyên đám mây.
Mỗi vùng là một khu vực địa lý độc lập bao gồm các vùng.
Một vùng là một khu vực triển khai cho các tài nguyên Google Cloud Platform trong một khu vực. Các khu nên được coi là một miền thất bại duy nhất trong một khu vực.
Hầu hết các khu vực có ba hoặc nhiều khu vực. Kể từ tháng 9 năm 2018, Google Cloud Platform có sẵn ở các khu vực và khu vực sau: 
| Tên khu vực         | Vị trí                           | Khu                                                                                         |
| ------------------- | -------------------------------- | ------------------------------------------------------------------------------------------- |
| Bắc Mỹ - Đông Bắc 1 | Montréal, Canada                 | - Bắc Mỹ - Đông Bắc 1 - a - Bắc Mỹ - Đông Bắc 1 - b - Bắc Mỹ - Đông Bắc1 - c                |
| Hoa Kỳ - Trung 1    | Hội đồng Bluffs, Iowa, Hoa Kỳ    | - Hoa Kỳ - Trung 1 - a - Hoa Kỳ - Trung 1 - b - Hoa Kỳ - Trung 1 - c - Hoa Kỳ - Trung 1 - d |
| Hoa Kỳ - Tây 1      | The Dalles, Oregon, Hoa Kỳ       | - Hoa Kỳ - Tây - a - Hoa Kỳ - Tây - b - Hoa Kỳ - Tây - c                                    |
| Hoa Kỳ - Tây 2      | Los Angeles, California, Hoa Kỳ  | - Hoa Kỳ - Tây - a - Hoa Kỳ - Tây - b - Hoa Kỳ - Tây - c                                    |
| Hoa Kỳ - Đông 4     | Ashburn, Virginia, Hoa Kỳ        | - Hoa Kỳ - Đông 4 - a - Hoa Kỳ - Đông 4 - b - Hoa Kỳ - Đông 4 - c                           |
| Hoa Kỳ - Đông 1     | Góc Moncks, Nam Carolina, Hoa Kỳ | - Hoa Kỳ - Đông 1 - a - Hoa Kỳ - Đông 2 - b - Hoa Kỳ - Đông 3 - c                           |
| Nam Mỹ-đông1        | São Paulo, Brazil                | - Nam Mỹ-đông1-a - Nam Mỹ-đông1-b - Nam Mỹ-đông1-c                                          |
| Châu Âu-bắc1        | Hamina, Phần Lan                 | - Châu Âu-bắc1-a - Châu Âu-bắc1-b - Châu Âu-bắc1-c                                          |
| Âu-tây1             | Thánh Ghislain, Bỉ               | - Âu-tây1-b - Âu-tây1-c - Âu-tây1-d                                                         |
| Âu-tây2             | London, Vương quốc Anh           | - Âu-tây2-a - Âu-tây2-b - Âu-tây2-c                                                         |
| Âu-tây3             | Frankfurt, Đức                   | - Âu-tây3-a - Âu-tây3-b - Âu-tây3-c                                                         |
| Âu-tây4             | Eemshaven, Hà Lan                | - Âu-tây4-a - Âu-tây4-b - Âu-tây4-c                                                         |
| Á-nam1              | Mumbai, Ấn Độ                    | - Á-nam1-a - Châu Á-nam1-b - Châu Á-nam1-c                                                  |
| Á-đông1             | Quận Changhua, Đài Loan          | - Á-đông1-a - Á-đông1-b - Á-đông1-c                                                         |
| Á-đông bắc1         | Tokyo, nhật bản                  | - Châu Á-đông bắc1-a - Châu Á-đông bắc1-b - Châu Á-đông bắc1-c                              |
| Á-nam1              | Tây Jurong, Singapore            | - Châu Á-namheast1-a - Châu Á-Namheast1-b - Châu Á-namheast1-c                              |
| Úc-đông nam1        | Sydney, Úc                       | - Úc-đông nam1-a - Úc-đông nam1-b - Úc-đông nam1-c                                          |

Các khu vực sau dự kiến sẽ hoạt động vào năm 2018:
- Zürich (Thụy Sĩ) [5]
- Osaka (Nhật Bản) [6]
- Hồng Kông [7]

## Sự tương đồng với dịch vụ của các nhà cung cấp dịch vụ đám mây khác
Đối với những người quen thuộc với các nhà cung cấp dịch vụ đám mây đáng chú ý khác, việc so sánh các dịch vụ tương tự có thể hữu ích trong việc tìm hiểu các dịch vụ của Google Cloud Platform. 
| Nền tảng đám mây của Google  | Dịch vụ web của Amazon                          | Microsoft Azure                   | Đám mây của Oracle             |
| ---------------------------- | ----------------------------------------------- | --------------------------------- | ------------------------------ |
| Công cụ tính toán của Google | Amazon EC2                                      | Máy ảo Azure                      | Đám mây Oracle Infra OCI       |
| Máy ứng dụng Google          | Cây đậu đàn hồi AWS                             | Dịch vụ đám mây Azure             | Container ứng dụng Oracle      |
| Công cụ Google Kubernetes    | Dịch vụ container đàn hồi Amazon cho Kubernetes | Dịch vụ Azure Kubernetes          | Dịch vụ Kubernetes của Oracle  |
| Google Cloud Bigtable        | Máy phát điện Amazon                            | Azure vũ trụ DB                   |                                |
| Google BigQuery              | Dịch chuyển đỏ Amazon                           | Cơ sở dữ liệu Microsoft Azure SQL | Nhà dữ liệu tự động của Oracle |
| Chức năng đám mây của Google | AWS Lambda                                      | Hàm Azure                         | Đám mây Oracle                 |
| Kho dữ liệu Google Cloud     | Máy phát điện Amazon                            | Vũ trụ DB                         |                                |
| Lưu trữ đám mây của Google   | Amazon S3                                       | Lưu trữ Azure Blob                | Lưu trữ đám mây Oracle OCI     |

## Giấy chứng nhận
Tương tự như các dịch vụ của Amazon Web Services, Microsoft Azure và IBM, một loạt các chương trình được chứng nhận của Google Cloud có sẵn trên Google Cloud Platform. Những người tham gia có thể chọn giữa các chương trình học tập trực tuyến được cung cấp bởi Coursera hoặc Qwiklabs cũng như hội thảo sống và hội thảo. Tùy thuộc vào chương trình, các chứng chỉ có thể kiếm được trực tuyến hoặc tại các trung tâm kiểm tra khác nhau trên toàn cầu.
- Phó kỹ sư đám mây
- Kỹ sư dữ liệu chuyên nghiệp
- Kiến trúc sư đám mây chuyên nghiệp
- Quản trị viên G Suite
- G Suite

## Mốc thời gian

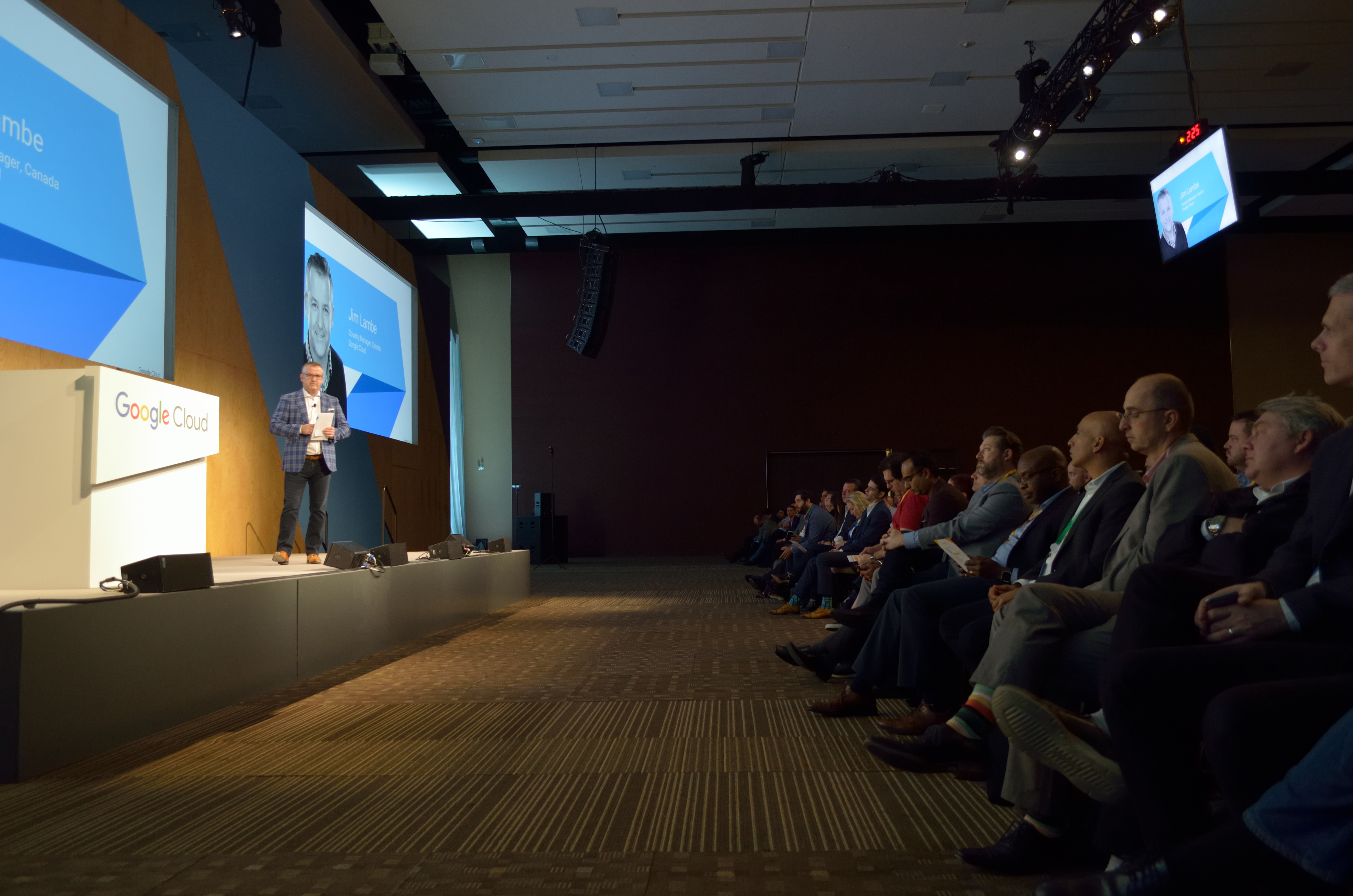
Hội nghị thượng đỉnh Google Cloud năm 2017

- - Tháng 4 năm 2008 - Google App Engine được công bố trong bản xem trước [10]
  - Tháng 5 năm 2010 - Google Cloud Storage ra mắt [11]
  - Tháng 5 năm 2010 - Google BigQuery và Dự đoán API được công bố trong bản xem trước [12]
  - Tháng 10 năm 2011 - Google Cloud SQL được công bố trong bản xem trước [12]
  - Tháng 6 năm 2012 - Google Compute Engine được ra mắt trong bản xem trước [13]
  - Tháng 5 năm 2013 - Google Compute Engine được phát hành cho GA [14]
  - Tháng 8 năm 2013 - Cloud Storage bắt đầu tự động mã hóa dữ liệu và siêu dữ liệu của từng đối tượng Lưu trữ theo Tiêu chuẩn mã hóa nâng cao 128 bit (AES-128) và mỗi khóa mã hóa được mã hóa bằng một bộ khóa chính được xoay thường xuyên [15]
  - Tháng 2 năm 2014 - Google Cloud SQL trở thành GA [16]
  - Tháng 5 năm 2014 - Stackdo được Google mua lại [17]
  - Tháng 6 năm 2014 - Kubernetes được công bố là người quản lý container nguồn mở [18]
  - Tháng 6 năm 2014 - Cloud Dataflow được công bố trong bản xem trước [19]
  - Tháng 10 năm 2014 - Google mua lại Firebase [20]
  - Tháng 11 năm 2014 - Bản phát hành Alpha Google Kubernetes Engine (trước đây là Container Engine) được công bố [21]
  - Tháng 1 năm 2015 - Google Cloud Monitor dựa trên Stackdo đi vào bản Beta [22]
  - Tháng 3 năm 2015 - Google Cloud Pub / Sub sẽ khả dụng trong bản Beta [23]
  - Tháng 4 năm 2015 - Google Cloud DNS thường có sẵn [24]
  - Tháng 4 năm 2015 - Google Dataflow ra mắt trong phiên bản beta [25]
  - Tháng 7 năm 2015 - Google phát hành v1 của Kubernetes; Trao nó cho Tổ chức Điện toán Đám mây Bản địa
  - Tháng 8 năm 2015 - Google Cloud Dataflow, Google Cloud Pub / Sub, Google Kubernetes Engine và Deployment Manager tốt nghiệp GA [26]
  - Tháng 11 năm 2015 - Bebop được mua lại và Diane Greene tham gia Google [27]
  - Tháng 2 năm 2016 - Google Cloud Function sẽ khả dụng trong Alpha [28]
  - Tháng 9 năm 2016 - Apigee, nhà cung cấp của công ty quản lý giao diện lập trình ứng dụng (API), được Google mua lại [29]
  - Tháng 9 năm 2016 - Stackdo thường có sẵn [30]
  - Tháng 2 năm 2017 - Cloud Spanner, cơ sở dữ liệu phân phối toàn cầu, có tính sẵn sàng cao được phát hành vào bản Beta [31]
  - Tháng 3 năm 2017 - Google mua lại Kaggle, cộng đồng các nhà khoa học dữ liệu và những người đam mê máy học lớn nhất thế giới [32]
  - Tháng 4 năm 2017 - Giáo sư MIT Andrew V. Sutherland phá vỡ kỷ lục về cụm máy tính điện toán lớn nhất từ trước đến nay với 220.000 lõi trên các máy ảo Prejection [33]
  - Tháng 5 năm 2017 - Google Cloud IoT Core được ra mắt trong bản Beta [34]
  - Tháng 11 năm 2017 - Google Kubernetes Engine được chứng nhận bởi CNCF [35]
  - Tháng 2 năm 2018 - Google Cloud IoT Core thường có sẵn [36]
  - Tháng 2 năm 2018 - Google công bố ý định mua Xively [37]
  - Tháng 2 năm 2018 - Cloud TPU, bộ tăng tốc ML cho Tensorflow, sẽ có sẵn trong bản Beta [38]
  - Tháng 5 năm 2018 - Gartner gọi Google là Nhà lãnh đạo trong Cơ sở hạ tầng Gartner 2018 dưới dạng Quadrant Dịch vụ [39]
  - Tháng 5 năm 2018 - Google Cloud Memorystore sẽ khả dụng trong bản Beta [40]